# Constancio de Perugia
Constancio de Perugia (? - ca. 170), fue un mártir romano, considerado uno de los santos patronos de Perugia, Italia. Es venerado como santo y su fiesta se celebra el 29 de enero.

## Leyenda
Según la leyenda, de la cual existen cuatro versiones, fue detenido durante las persecuciones del emperador Antonino (otras fuentes dicen Marco Aurelio), azotado, y luego puesto sobre una estufa, junto a sus compañeros. De este martirio salieron completamente ilesos. Fue encarcelado y puesto en libertad por sus guardias, a quienes había convertido al cristianismo. Buscó refugio en una casa propiedad de un cristiano llamado Anastasio. Pero él, junto a Anastasio, fueron arrestados de nuevo y después de haber sido torturados en las cárceles en Asís y Spello, fue decapitado cerca de Foligno
La tradición local lo convierte en el primer obispo de Perugia. Esta tradición dice que fue obispo de la ciudad a los 30 años. Él era activo en la evangelización y el cuidado de los pobres.

## Veneración
Su culto se difundió más allá de Umbría y fue incluida en el Martyrologium Hieronymianum en la fiesta del 29 de enero.
Las cuatro variaciones de su leyenda son consistentes en cuanto al lugar de su martirio (Foligno). Una iglesia en Perugia dedicada a su figura fue demolida en 1527. Las cuentas de su estado de martirio que su cuerpo fue llevado a Perugia y enterrado cerca del lugar de la actual catedral allí. Sus reliquias fueron trasladadas en 1825 con gran solemnidad a un nuevo altar en la iglesia actual de San Costanzo.
En su día de fiesta, el torcolo, un pastel en forma de anillo hecho de piñones, pasas y frutos secos, es un alimento tradicional en Perugia.
En el arte, Constancio es a menudo representado como un obispo que llevaba un mitra y el manto y tomando un báculo. Aparece con frecuencia en compañía de otro Perugia santo patrón, Sant'Ercolano (Herculano de Perugia).